# Чон Джон Сон
Чон Джон Сон (кор. 정종선; 20 марта 1966, Республика Корея) — южнокорейский футболист, играл на позиции защитника.
Выступал за клубы «Ульсан Хёндэ» и «Чонбук Динос», а также национальную сборную Южной Кореи.

## Клубная карьера
Во взрослом футболе дебютировал в 1985 году выступлениями за команду клуба «Пхохан Стилерс», в котором провёл один сезон, приняв участие лишь в 1 матче чемпионата.
Впоследствии заинтересовал представителей тренерского штаба клуба «Ульсан Хёндэ», к составу которого присоединился в 1989 году. Сыграл за команду из Ульсана следующие пять сезонов своей игровой карьеры. Большую часть времени, проведённого в составе «Ульсан Хёндэ», был основным игроком защиты команды.
В 1995 году заключил контракт с клубом «Чонбук Динос», в составе которого провёл следующие два года своей карьеры игрока. Играя в составе «Чонбук Динос» в основном выходил на поле в основном составе команды.
В состав клуба «Сеул» присоединился в 1998 году, в течение которого отыграл за команду 12 матчей в национальном чемпионате, после чего закончил игровую карьеру.

## Выступления за сборную
В 1993 году дебютировал в официальных матчах в составе национальной сборной Южной Кореи. Провёл в форме главной команды страны 9 матчей.
В составе сборной был участником чемпионата мира 1994 года в США.